# The Black Sheep of the Family
The Black Sheep of the Family er en amerikansk stumfilm fra 1916 af Jay Hunt.

## Medvirkende
- Francelia Billington som Esther Saunders.
- Jack Holt som Kenneth Carmont.
- Gilmore Hammond som Elwood Collins.
- Paul Byron som Bert Saunders.
- Mina Cunard som Bertha Carmont.